# Mortelle Idylle
Mortelle Idylle è un cortometraggio del 1906 diretto da Albert Capellani. Prodotto e distribuito dalla Pathé Frères, il film uscì nelle sale il 3 novembre 1906.

## Trama
In un villaggio dove vivono due ragazzi innamorati sin dall'infanzia un giorno arriva alla festa del villaggio un teatro ambulante. La ragazza è così colpita dallo spettacolo che parte con loro facendo recapitare una lettera di addio al suo fidanzato. Da subito la ragazza diventa famosa ma per il destino il suo ex ragazzo diventa il suo servitore e appena la riconosce le salta addosso per strangolarla. Urla e grida fanno scappare il ragazzo ma un giorno appena la vede scendere dalla carrozza prende una pistola e le spara.

## Fonti[1]
- Henri Bousquet: Soggetto nel Supplemento dell'agosto 1906
- Susan Dalton: Fratelli Pathé: I film di Pathé produzione (1896-1914), volume 1, p. 166
- Catalogo, Pathé Brothers Films, Barcellona, 1907, p 119
- Film dei fratelli Pathé. Parigi: Pathé, 1907, pag. 209-210
- Henri Bousquet, Catalogo Pathé degli anni 1896-1914
- Bures-sur-Yvette, Edizioni Henri Bousquet, 1994-2004